# ¡Three Amigos!
¡Three Amigos! (br: Três Amigos!/ pt: Três Amigos) é um filme de comédia estadunidense do ano de 1986, dirigido por John Landis.

## Elenco
| Ator          | Personagem      |
| ------------- | --------------- |
| Steve Martin  | Lucky Day       |
| Chevy Chase   | Dusty Bottoms   |
| Martin Short  | Ned Nederlander |
| Patrice Camhi | Carmen          |
| Alfonso Arau  | El Guapo        |
| Tony Plana    | Jefe            |
| Joe Mantegna  | Harry Flugleman |

## Sinopse
Em 1916, três atores canastrões do cinema mudo — Lucky Day, Dusty Bottoms e Ned Nederlander — são despedidos de um estúdio de Hollywood após pedirem aumento de salário para continuarem com a popular série de faroeste dos "Three Amigos".
Pouco depois, uma mulher chamada Carmen do paupérimo povoado mexicano de Santo Poco, pede ajuda ao trio de atores contra o bandoleiro conhecido por El Guapo. Ela e seu povo acham que os "Three Amigos" são aquilo que mostram nas telas de cinema: heróicos, rápidos no gatilho e grandes cavaleiros. Por sua vez, os três atores também se enganam e vão a Santo Poco pensando que os nativos querem um espetáculo artístico dos "Three Amigos". Com as roupas dos personagens que roubaram do estúdio, eles são recebidos com festa pelos pobres mexicanos. Mas quando o bandoleiro El Guapo chega, os atores percebem que se meteram numa encrenca mortal.

## Recepção
O filme recebeu críticas mistas. O célebre crítico de cinema Roger Ebert afirmou que "as ideias para transformar Three Amigos numa boa comédia estão aqui, porém a loucura não está." O filme obteve uma classificação de 56% "fresh" no site agregador de críticas  Rotten Tomatoes, e obteve 6.0/10 no IMDb. Ocupa a 79ª posição na lista de "100 filmes mais engraçados" do canal de televisão Bravo.
O filme serviu de inspiração para o cartunista brasileiro Angeli criar os personagens Los Três Amigos.